# Tenhi
Tenhi («те́нхі») — фінський гурт, заснований у кінці 1996 року. Виконує композиції в стилі дарк фольк та неофольк. 
«Tenhi» — старовинне фінське слово, що означає «старійшина поселення», «мудрець»  або «провидець».
Музика гурту мінімалістична, меланхолічна, ритмічністю більш схильна до сучасного року. Мелодійність акустичних інструментів та вокалу створює фолькову концепцію стилю. Учасники гурту зазвичай використовують такі інструменти, як   гітара з металевими струнами, бас-гітара та барабани. Не рідко зустрічаються  фортепіано, скрипка, контрабас, флейта, також на деяких альбомах можна почути діджеріду (Kauan, 1999), губну гармоніку, фісгармонію, віолончель, уду та синтезатор.

## Учасники гурту

### Поточний склад
- Tyko Saarikko — вокал, фортепіано, фісгармонія, сінтезатор, гітара, перкусія, діджеріду, губна гармоніка, уду
- Ilmari Issakainen — барабани, фортепіано, гітара, бас-гітара, перкусія, бек-вокал

### Сесійні учасники
- Inka Eerola — скрипка
- Janina Lehto — флейта
- Jaakko Hilppö — бек-вокал, бас-гітара
- Tuukka Tolvanen — бек-вокал, гітара
- Paula Rantamäki — скрипка на концертах  2007 року

### Колишні учасники
- Ilkka Salminen — вокал, гітара, бас-гітара, фісгармонія, перкусія (1996-2008)
- Eleonora Lundell — альт, віолончель (1998—2001)
- Veera Partanen — флейта (1999—2000)
- Kirsikka Wiik — віолончель (на альбомі «Väre»)

## Дискографія
- Kertomuksia (demo, 1997)
- Hallavedet (mcd, 1998)
- Kauan (CD, 1999)
- Airut:ciwi (mcd, 2000)
- Väre (CD, 2002)
- Maaäet (CD, 2006)
- Airut:aamujen (CD, 2006)
- Folk Aesthetic 1996-2006 (3CD in book format, 2007)
- Saivo (LP, CD, 2011)